# Nasanār
Nasanār (persiska: نسنار, نسبنار, Nasbanār) är en ort i Iran.   Den ligger i provinsen Kurdistan, i den nordvästra delen av landet, 400 km väster om huvudstaden Teheran. Nasanār ligger 1 789 meter över havet och antalet invånare är 562.
Terrängen runt Nasanār är kuperad norrut, men söderut är den bergig. Terrängen runt Nasanār sluttar västerut.Runt Nasanār är det ganska tätbefolkat, med 60 invånare per kvadratkilometer. Närmaste större samhälle är Baraqū, 13,6 km nordväst om Nasanār. Trakten runt Nasanār består i huvudsak av gräsmarker.